# Christopher Penny
Christopher Penny, född den 4 maj 1962 i Morristown, New Jersey, är en amerikansk roddare.
Han tog OS-silver i åtta med styrman i samband med de olympiska roddtävlingarna 1984 i Los Angeles.